# Тютюшкин, Семён Фокович
Семён Фокович Тютюшкин (16 апреля 1901, Елисаветград, — 25 ноября 1980, Кировоград) — советский железнодорожник, Герой Социалистического Труда.

## Биография
Родился 16 апреля 1901 года в городе Елисаветград, в семье рабочего. Русский по национальности. Окончил четыре класса школы. С 12 лет стал работать на заводе.
В 1917 году пришел трудиться в депо железной дороги станции Елисаветград, был учеником слесаря, слесарем. В 1922—1924 годах служил в Красной Армии. После демобилизации вернулся в родной город. Стал помощником машиниста, в 1930 году — машинистом.
С началом Великой Отечественной войны водил эшелоны с войсками. При эвакуации из Кировогограда Тютюшкин возглавлял бригаду, которая вела поезд с военными, руководством станции и депо. Через станцию Хировка, уже занятую гитлеровцами, пришлось прорываться с боем. Впереди пустили заминированную дрезину, которая взорвалась на станции. Через несколько секунд по соседнему пути на большой скорости Тютюшкин провел свой эшелон.
Дальше был Кременчуг, Харьков, где Тютюшкин получил назначение в паровозное депо Поворино Пензенской железной дороги. Затем был машинистом колонны паровозов № 18 особого резерва Народного комиссариата путей сообщения, депо Тихвин Северной железной дороги. Водил поезда с грузами для блокадного Ленинграда, быстро и бесперебойно подвозил фронту технику, боеприпасы, продовольствие.
В его бригаде не было ни одного нарушения трудовой дисциплины, не было брака в работе. Имея солидный стаж слесарного мастерства, он хорошо знал ремонтное дело, почти всегда после возвращения из поездки «подлечивал» паровоз: то заваривал пробоину, то менял покалеченные осколком детали.
В октябре 1942 года, как опытный машинист, был направлен в формируемую на станции Кашира Московско-Донбасской железной дороги колонну № 12 специального резерва Наркомата путей сообщения. Энтузиазм Тютюшкина и других железнодорожников способствовал досрочному введению колонны в строй. Вскоре колонна была отправлена под Сталинград и находилась там до полного разгрома немецко-фашистской группировки.
Указом Президиума Верховного Совета СССР от 5 ноября 1943 года «за особые заслуги в обеспечении перевозок для фронта и народного хозяйства и выдающиеся достижения в восстановлении железнодорожного хозяйства в трудных условиях военного времени» старшине Тютюшкину Семёну Фоковичу присвоено звание Героя Социалистического Труда с вручением ордена Ленина (№ 16267) и золотой медали «Серп и Молот» (№ 136).
С апреля 1944 года и до Победы над Германией спецколонна № 12 дислоцировалась на участке Барановичи—Брест—Белосток—Варшава, обеспечивая снабжение частей 2-го Белорусского фронта. В ноябре 1944 года Тютюшкину было присвоен звание «инженер-лейтенант тяги».
В 1946 году вернулся в родной город. Трудился в депо станции Кирово-Украинское Одесской железной дороги. До выхода на пенсию в 1956 году работал машинистом, дежурным по депо.
Умер 25 ноября 1980 года. Похоронен в Кировограде.

## Награды
- Медаль «Серп и молот»
- Орден Ленина
- Орден Ленина
- медали
- знак «Почетному железнодорожнику»
- знак «Отличный паровозник»

## Память
В городе Кропивницкий на здании железнодорожного вокзала Тютюшкину Семёну Фоковичу установлена мемориальная доска, его именем названа улица.